# Municipio de Gum Neck
El municipio de Gum Neck (en inglés: Gum Neck Township) es un municipio ubicado en el  condado de Tyrrell en el estado estadounidense de Carolina del Norte. En el año 2010 tenía una población de 425 habitantes.

## Geografía
El municipio de Gum Neck  se encuentra ubicado en las coordenadas 35°37′5.6″N 76°15′7.71″O / 35.618222, -76.2521417.